# Kraftwerk Ullúm
Das Kraftwerk Ullúm (spanisch Central hidroeléctrica Ullúm) ist ein Wasserkraftwerk in der Provinz San Juan, Argentinien. Es wird auch als Wasserkraftwerkskomplex Ullúm (span. Complejo hidroeléctrico Ullúm) bezeichnet.
Mit dem Bau des Kraftwerks wurde im Oktober 1960 begonnen. Es wurde im Oktober 1969 fertiggestellt. Das Kraftwerk ist in Staatsbesitz (Provincia de San Juan). Die Konzession für den Betrieb wurde der AES Argentina Generación S.A. am 18. März 1996 übertragen.
Das Maschinenhaus des Kraftwerks Ullúm befindet sich ungefähr 10 km von der Talsperre Punta Negra entfernt. Nachdem das Wasser die Turbinen des Kraftwerks Punta Negra passiert hat, wird es durch einen Kanal zum Kraftwerk Ullúm weitergeleitet.
Die installierte Leistung des Kraftwerks beträgt 45 MW. Die durchschnittliche Jahreserzeugung wird mit 183 (bzw. 225) Mio. kWh angegeben. Die zwei Francis-Turbinen leisten jeweils maximal 22,5 MW. Die Nenndrehzahl der Turbinen beträgt 300 min−1. Die Fallhöhe liegt bei 74 m. Der Durchfluss beträgt 73,5 m³/s.